# Olfateo

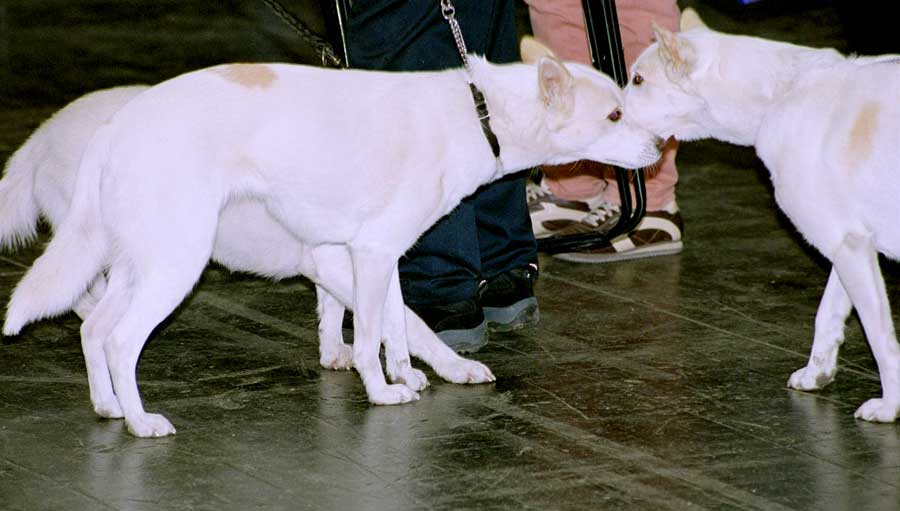
Dos perros olisqueándose

Olfateo es un comportamiento perceptualmente relevante, definido como el muestreo activo de olores a través de la fosa nasal con el fin de adquirir información. Este comportamiento, mostrado por todos los vertebrados terrestres, generalmente se identifica basándose en cambios en la frecuencia y/o amplitud respiratoria,   y a menudo se estudia en el contexto de comportamientos guiados por olores y tareas de percepción olfativa. La inhalación se cuantifica midiendo la presión o el flujo intranasal      o, aunque es menos preciso, a través de un medidor de tensión en el pecho para medir el volumen respiratorio total.  Las estrategias de olfateo varían según el animal, y los animales pequeños (ratas, ratones, hámsteres) muestran frecuencias de olfateo que van de 4 a 12 Hz    pero los animales más grandes (humanos) olfatean a frecuencias mucho más bajas, generalmente menos de 2 Hz.   En relación con las conductas de olfateo, existe evidencia de un circuito "olfatomotor" en el cerebro,   en el que la percepción o expectativa de un olor puede activar el  centro respiratorio del cerebro para permitir la modulación de la frecuencia y amplitud del olfateo y, por lo tanto, la adquisición de información sobre el olor. Olfateo es análogo a otras conductas de muestreo de estímulos, incluidos los movimientos sacádicos visuales, el tacto activo y los movimientos de los bigotes en animales pequeños.   Se ha informado de olfateo atípico en casos de trastornos neurológicos, especialmente aquellos trastornos caracterizados por deterioro de la función motora y la percepción olfativa.  

## Antecedentes e historia del olfateo

### Trasfondo
El olfateo ocasiona cambios en el flujo de aire dentro de la nariz. Esto puede implicar cambios en la profundidad de la inhalación y la frecuencia de la misma. Ambos implican modulaciones en la forma en que el aire fluye dentro de la cavidad nasal y a través de las fosas nasales. Como consecuencia, cuando el aire que se respira se odoriza, los olores pueden entrar y salir de la cavidad nasal con cada inhalación. Lo mismo se aplica independientemente del gas que se inhale, incluidas las toxinas, los solventes y otros químicos industriales que pueden inhalarse como una forma de abuso de drogas o sustancias. 
El acto de olfatear se considera distinto de la respiración por varios motivos. En los seres humanos, se puede evaluar la aparición de un olfateo basándose en el control voluntario del movimiento del aire a través de la nariz.  En estos casos, se puede pedir a los sujetos humanos que inhalen durante un cierto período de tiempo o siguiendo un patrón particular.  Algunos animales son respiradores nasales obligados, donde el único aire para respirar debe llegar a los pulmones a través de la nariz. Esto incluye ratas y ratones. Por lo tanto, en estos animales la distinción entre respirar y olfatear no es clara y se podría argumentar que es indistinguible. 
El olfateo se observa entre todos los vertebrados terrestres, en el que inhalan aire ambiental.  El olfateo también puede ocurrir en ambientes submarinos donde un animal puede exhalar aire desde sus pulmones y cavidad nasal para adquirir olores dentro de un ambiente acuático y luego volver a inhalar este aire. 
Si bien el comportamiento de olfateo a menudo se observa y analiza en el contexto de la adquisición de información sobre el olor, el olfateo también se muestra durante la realización de comportamientos motivados y tras la estimulación eléctrica cerebral profunda de los centros de recompensa del cerebro. Por ejemplo, antes de obtener una recompensa alimentaria, los ratones y los conejos aumentan su frecuencia de olfateo   de forma independiente de la búsqueda de información sobre el olor. Los animales también muestran un comportamiento de olfateo tras la estimulación eléctrica involuntaria de numerosas estructuras cerebrales.  Por lo tanto, si bien olfatear a menudo se considera una parte crítica del olfato, su vínculo con conductas motivadas y de recompensa sugiere que desempeña un papel en otras conductas.

### Historia
Los estudios sobre los correlatos perceptivos del olfato en el olfateo humano no llegaron a la comunidad científica convencional hasta la década de 1950. Frank Jones, un psicólogo estadounidense, publicó un artículo que demostraba la interacción entre los parámetros de olfateo y los umbrales de detección de olores. Descubrió que las inhalaciones profundas, que consistían en un gran volumen de aire, permitían una detección consistente y precisa de los olores. 
Welker proporcionó uno de los primeros informes sobre la exploración del olfateo en animales no humanos en su artículo de 1964, Analysis of sniffing in the albino rat (Análisis del olfateo en la rata albina).  En este estudio, Welker utilizó grabaciones de vídeo de ratas durante la presentación de olores y otros estímulos para explorar los movimientos del pecho como índice de olfateo. Este fue el primer artículo que informó que las ratas pueden olfatear en frecuencias que alcanzan los 12 Hz al detectar olores y durante la exploración libre. Este artículo también proporcionó evidencia temprana de que el ritmo de olfateo se combinaba con otros comportamientos sensoriales, como el movimiento de los bigotes.
Si bien comenzaron a surgir estudios conductuales y psicofísicos sobre el olfateo y su influencia en la percepción de los olores, se estaba realizando mucho menos trabajo para explorar la influencia de los comportamientos de olfateo en el procesamiento fisiológico de los olores dentro del cerebro. Las primeras grabaciones de los bulbos olfatorios de los erizos realizadas por Lord Edgar Adrian, quien anteriormente ganó el Premio Nobel de 1932 junto con Sir Charles Sherrington por su trabajo sobre las funciones de las neuronas, revelaron que las oscilaciones neuronales dentro del bulbo olfatorio del erizo estaban sincronizadas con el ciclo respiratorio.  Además, las oscilaciones provocadas por el olor (incluida una bocanada exhalada de una pipa) se amplificaron junto con el ciclo respiratorio. Estos datos proporcionaron evidencia de que el procesamiento de información dentro del cerebro, particularmente el de los olores, estaba relacionado con la respiración, estableciendo la naturaleza integral del olfato para el procesamiento fisiológico de los olores. Aproximadamente 20 años después, Max Mozell publicó una serie de estudios en los que propuso además que el caudal y las propiedades de sorción de los odorantes interactúan para afectar la ubicación de la unión del odorante a las neuronas receptoras olfativas en la nariz y, en consecuencia, la entrada de olores al cerebro.  Más tarde, se presentó evidencia de que las neuronas individuales en el bulbo olfatorio, la primera estación de retransmisión del cerebro para la información sobre olores, son sincronizadas con la respiración, estableciendo una base sólida para el control de la entrada de olores al cerebro y su procesamiento mediante el olfato. 

## Métodos para cuantificar el olfateo
Hay varios métodos disponibles para medir el olfateo. Si bien estos métodos son aplicables a la mayoría de los modelos animales (de ratones a humanos), la selección de métodos de medición de olfateo apropiados debe estar determinada por la necesidad experimental de precisión.

### Video
Quizás el método más sencillo para determinar el momento de la inhalación sea el vídeo. Los vídeos de alta resolución de animales pequeños (p. ej., ratas) durante la respiración inmóvil permiten aproximaciones al olfateo, incluida la identificación de eventos de olfateo individuales.  Se pueden emplear métodos similares para identificar olfateos rápidos y de alta frecuencia durante los estados de excitación y de investigación de estímulos.  Sin embargo, este método no proporciona evidencia directa de olfateo y no es confiable en animales más grandes (desde conejos hasta humanos).

### Distensión en el pecho
Los sensores para medir la expansión del tórax durante la inhalación brindan información directa de los ciclos de inhalación.  Estos métodos incluyen dispositivos mecánicos y ópticos. Los dispositivos mecánicos para medir mediante olfateo son láminas piezoeléctricas colocadas debajo del pecho de los animales pequeños y galgas extensométricas alrededor del pecho de los animales más grandes. En ambos casos, se puede identificar y utilizar un aumento positivo en la salida de la señal (voltaje) para indexar los eventos de inhalación. Alternativamente, se puede colocar un fototransductor en el lado opuesto del pecho de un animal desde una fuente de luz (por ejemplo, un diodo emisor de luz). En este diseño, una disminución en la señal refleja la inhalación (expansión del tórax), ya que el tórax interrumpiría el paso de la luz al fototransductor.

### Micrófono nasal
Como medida directa del olfateo, los primeros estudios favorecían el uso de micrófonos colocados/asegurados en el exterior de las narinas anteriores, las aberturas externas de la cavidad nasal. Este método tiene ventajas para indexar directamente el aire que sale de las fosas nasales (aumento en la salida del micrófono), pero en su mayoría no es invasivo. Debido a esta naturaleza no invasiva de las medidas con micrófono, estos métodos se han empleado en perros durante ejercicios de seguimiento de olores  y son útiles para medir el olfato de forma temporal en otros animales grandes.

### Termopar nasal y sensor de presión nasal
Los métodos más precisos hasta la fecha para medir el olfateo implican medidas intranasales directas mediante el uso de una sonda de temperatura, llamada termopar, o sensor de presión. Estas pueden insertarse temporalmente en las fosas nasales o implantarse quirúrgicamente.   Los principios básicos de funcionamiento son compartidos entre los dispositivos de temperatura y presión. La inhalación de aire ambiente proporciona una temperatura fría en la cavidad nasal, mientras que la exhalación del aire inhalado proporciona una temperatura cálida en la cavidad nasal y simultáneamente un aumento en la presión intranasal a medida que el aire de los pulmones sale por las fosas nasales. La colocación de estos sensores cerca del epitelio olfativo de los animales permite medir los transitorios del aire odorizado cuando llegan a los receptores olfativos   y, por lo tanto, son métodos comunes para medir el olfateo en el contexto de la neurociencia sensorial y los estudios psicológicos.

## Olfateo en animales pequeños
El primer estudio publicado sobre el comportamiento de olfateo en animales pequeños se realizó en ratas de laboratorio utilizando medidas basadas en vídeos.  En este estudio se informó que ocurrieron cambios importantes en la frecuencia respiratoria durante la exploración de una arena abierta y olores nuevos. La respiración en reposo ocurre ~2 veces/segundo (Hz) y aumenta a aproximadamente a 12 Hz que se notan durante los estados de exploración y excitación. Se observan transiciones similares en la frecuencia de olfateo en ratones que exploran libremente,  los cuales, sin embargo, mantienen frecuencias de olfateo generalmente más altas que las ratas (3 [reposo] a 15 Hz [exploración] vs 2 a 12 Hz).
Se observan transiciones en la frecuencia de olfateo en animales que realizan tareas guiadas por olores. Los estudios correspondientes implican la implantación de sensores intranasales de temperatura y presión en la cavidad nasal de los animales y la medición de las respuestas de orientación del olor (olfateo rápido)  o el olfato durante la realización de tareas operantes guiadas por olores.     Alternativamente, se puede condicionar a los animales para que inserten sus hocicos en una cámara hermética con un transductor de presión incrustado en su interior para acceder a los transitorios nasales, mientras que simultáneamente se presentan olores para medir las respuestas mientras se meten la nariz. 
En particular, varios estudios han informado que la modulación en la frecuencia de olfateo puede ser tan grande en el contexto de la anticipación del muestreo de olores como durante el muestreo mismo.   Incluso se observan cambios similares en la frecuencia del olfateo en animales a los que se les presentan nuevos estímulos auditivos,  lo que sugiere una relación entre el olfateo y la excitación.

### Olfateo en animales semiacuáticos
Si bien generalmente se cree que el olfateo ocurre únicamente en animales terrestres, los roedores semiacuáticos (p. ej. musaraña acuática americana) también muestran comportamientos de olfateo durante tareas guiadas por olores bajo el agua.  Las musarañas inhalan y exhalan pequeñas cantidades de aire de manera precisa y coordinada mientras siguen un rastro de olor bajo el agua. Esto ocurre mediante la inhalación de aire sobre el suelo, para permitir que el aire volatilice los olores en un ambiente que de otro modo estaría desprovisto de aire.

### Olfateo y control de la entrada de olores al cerebro
Las mediciones del olfato simultáneamente con medidas fisiológicas de los centros olfativos del cerebro han proporcionado información sobre cómo el olfato modula el acceso y el procesamiento de los olores a nivel neuronal. La inhalación es necesaria para que el olor llegue al cerebro.  Además, la entrada de olores a través del cerebro está temporalmente relacionada con el ciclo respiratorio, y se producen episodios de actividad con cada inhalación.  Este vínculo entre la frecuencia de olfateo y el procesamiento de olores proporciona un mecanismo para el control de la entrada de olores al cerebro mediante la frecuencia respiratoria  y posiblemente la amplitud, aunque esto no está bien establecido.

## Olfateo en humanos
El olfateo regula la percepción de los olores en los humanos   y, de hecho, una sola inhalación suele ser suficiente para una percepción óptima del olor.  Por ejemplo, una inhalación profunda y constante de un olor leve permite una percepción más potente que una inhalación superficial. De manera similar, olfatear con más frecuencia proporciona una percepción más rápida del olor ambiente que olfatear sólo una vez cada 3 segundos. Estos ejemplos han sido respaldados por estudios empíricos y han proporcionado información sobre los métodos mediante los cuales los humanos pueden cambiar sus estrategias de olfateo para modular la percepción de los olores.   
La inhalación de olores evoca actividad en todas las estructuras olfativas en los humanos.  Los estudios de neuroimagen carecen de resolución para determinar los impactos de la frecuencia de olfateo en la estructura de la entrada de olores a través del cerebro, aunque los estudios de imágenes han revelado que el acto motor de olfatear es anatómicamente independiente de la percepción del olor evocado por el olfato.  Las implicaciones de esto incluyen las vías compartidas pero distribuidas para el procesamiento de olores en el cerebro.

## Control neuronal del olfateo
El olfateo está controlado fundamentalmente por el centro respiratorio en el tronco del encéfalo, incluido el complejo Pre-Botzinger que gobierna los patrones de inhalación/exhalación.  La actividad de las estructuras respiratorias del tronco del encéfalo modula la actividad nerviosa para controlar la contracción pulmonar. Para ejercer cambios en la respiración y, por tanto, evocar una conducta de olfateo, los centros volitivos de la corteza cerebral deben estimular las estructuras del tronco encefálico. Es a través de esta sencilla vía que puede tomarse la decisión de inhalar u oler.
La rápida modulación del olfateo al inhalar un olor nuevo o irritante es evidencia de un bucle "olfatomotor" en el cerebro.   En este circuito, un comportamiento de olfateo evocado por un olor nuevo puede ocurrir rápidamente al percibir un olor nuevo, uno de interés o un olor que es aversivo.

## Relación del olfateo con otras conductas de muestreo de estímulos
Olfateo, como comportamiento de muestreo activo, a menudo se agrupa junto con otros comportamientos utilizados para adquirir estímulos sensoriales. Por ejemplo, el olfateo se ha comparado con los movimientos oculares rápidos, o movimientos sacádicos, en la capacidad de ambos métodos de proporcionar "instantáneas" rápidas de información al cerebro.  Esta analogía, sin embargo, puede ser imprecisa ya que los animales pequeños (p. ej., ratones) toman decisiones basadas en el olor (mediante el olfateo) y al mismo tiempo toman decisiones visuales, pero no realizan movimientos sacádicos. Oler también es fundamentalmente similar al tacto activo, que incluye pasar el dedo por una superficie para escanear la textura.
En parte debido a la interrelación de las estructuras respiratorias del tronco del encéfalo con otros generadores de patrones centrales responsables de gobernar algunas otras conductas de muestreo activas, el olfateo en animales a menudo ocurre con frecuencias similares (2 a 12 Hz) y en una relación fásica con los comportamientos de muestreo activo de batir y lamer.  Batir y oler están estrechamente correlacionados en su aparición,  y las inhalaciones por olfateo se producen durante la prolongación de los bigotes. Debido a la necesidad metabólica de coordinar la respiración y la deglución, los animales pequeños (ratas y ratones) suelen lamerse con frecuencias similares de olfateo (4 a 8 Hz) y tragar entre inhalaciones o durante breves períodos de apnea (cese de la respiración). 

## Relevancia para los trastornos neurológicos
Pocos estudios han explorado el impacto de los trastornos neurológicos en el comportamiento de olfateo, aunque numerosos trastornos neurológicos afectan la respiración. Los seres humanos con enfermedad de Parkinson tienen capacidades anormales de olfateo (es decir, volumen y caudal reducidos) que pueden ser la base de alteraciones de la percepción olfativa en la enfermedad.  Los estudios sobre el olfateo en modelos de ratón de la enfermedad de Alzheimer  y también en humanos  no han encontrado efectos importantes de la patología de Alzheimer ni en la respiración basal ni en el olfateo evocado por olores.

### Libros
- Lord Edgar Adrian The Basis of Sensation: The Action of the Sense Organs Hafner Publishing Co. Ltd. 1928
- David George Laing, Richard L. Doty, W. Breipohl The Human Sense of Smell Springer-Verlag, 1991
- Handbook of Olfaction and Gustation (Editor: Richard L. Doty) 2003
- Donald A. Wilson and Richard J. Stevenson Learning to Smell: Olfactory Perception from Neurobiology to Behavior Johns Hopkins Press, 2006
- The Neurobiology of Olfaction (Editor: Anna Menini) CRC Press, 2010 ISBN 978-1-4200-7197-9
- Gordon M. Shepherd Neurogastronomy: How the Brain Creates Flavor and Why It Matters New York : Columbia University Press, 2012 ISBN 978-0-231-15910-4

### Publicaciones
- Sobel N.; Khan R.M.; Saltman A.; Sullivan E.V.; Gabrieli J.D. (1999). «The world smells different to each nostril». Nature 402 (6757): 35. PMID 10573415. S2CID 4416272. doi:10.1038/46944.
- Goldman J.A.; Patek S.N. (2002). «Two sniffing strategies in palinurid lobsters». The Journal of Experimental Biology 205 (Pt 24): 3891-3902. PMID 12432011. doi:10.1242/jeb.205.24.3891.
- Cheung M.C.; Carey R.M.; Wachowiak M. (2009). «A method for generating natural and user-defined sniffing patterns in anesthetized or reduced preparations». Chemical Senses 34 (1): 63-76. PMC 2639450. PMID 18791186. doi:10.1093/chemse/bjn051.
- Wachowiak M (2011). «All in a sniff: olfaction as a model for active sensing». Neuron 71 (6): 962-73. PMC 3237116. PMID 21943596. doi:10.1016/j.neuron.2011.08.030.
- Rojas-Líbano D.; Kay L.M. (2012). «Interplay between sniffing and odorant sorptive properties in the rat». The Journal of Neuroscience 32 (44): 15577-15589. PMC 3495330. PMID 23115193. doi:10.1523/jneurosci.1464-12.2012.